# Anisocentropus kirramus
Anisocentropus kirramus là một loài Trichoptera trong họ Calamoceratidae. Chúng phân bố ở miền Australasia.